# Открытый порт Монровии
Открытый порт Монровии (англ. Freeport of Monrovia) — основное коммерческое портовое сооружение в западноафриканской стране Либерия. Был создан на острове Бушрод близ Монровии в 1948 году. Имеет четыре пирса и один главный причал с четырьмя пристанями. В порту также находятся танкерные сооружения и рыболовецкая пристань. Управляется Национальным портовым управлением Либерии.

## История
Уже в 1850 году из порта в Монровии начали экспортировать пальмовое масло. Во время Второй мировой войны американские вооружённые силы высадились в Либерии, для обеспечения экспорта каучука для использования в военных целях. Американцы улучшили портовые сооружения Монровии и создали искусственную гавань с двумя волноломами . Новая гавань, площадью в 750 акров (3,0 км²) была открыта в 1948 году.
В 1970 году американская компания передала порт местному правительству. Для управления портом было создано Национальное портовое управление. В 1981 году забастовка остановила работу порта на месяц, прежде чем президент Либерии уволил забастовщиков. В 1990 году во время Первой гражданской войны в Либерии президент Сэмюэл Доу был арестован в порту Принцем Джонсоном, а затем казнён в другом месте.
В 2002 году администрация порта завершила донноуглубительные работы на входе в гавань, чтобы обеспечить посещение порта судами второго и третьего поколений.
В 2010 году правительство подписало концессионное соглашение на сумму 120 миллионов долларов США с APM Terminals, устанавливающее государственно-частное партнёрство для управления портом между компанией и Национальным портовым управлением. В соответствии условиями соглашения APM Terminals проведёт модернизацию порта и персонала приведя его в соответствии с международными стандартами.
- Корабль Всемирной продовольственной программы «Мартин» выгружает поддоны высокоэнергетического печенья в Свободном порту Монровии, 15 августа 2003 г.
- Морские пехотинцы США из 26-го экспедиционного подразделения морской пехоты охраняют Свободный порт Монровии во время второй гражданской войны в Либерии